# ریل راست

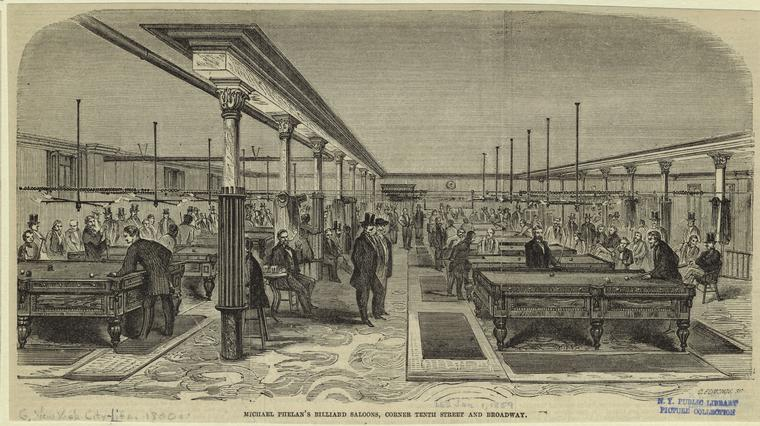
چاپی تاریخی که سالن بیلیارد مایکل فلان را در گوشه خیابان دهم و برادوی در منهتن به تصویر می‌کشد، ۱ ژانویه ۱۸۵۹.

ریل راست، که گاهی اوقات بیلیارد مستقیم، بیلیارد سه توپ و بازی آزاد نیز نامیده می‌شود، قسمتی از بیلیارد کاروم است که ابتدایی‌ترین شکل بازی است. این بازی روی یک میز بیلیارد بدون‌پاکت که معمولاً در اندازه ۱۰ در ۵ فوت (۳٫۰ در ۱٫۵ متر)، و سه توپ بیلیارد، یکی، معمولاً سفید، که به عنوان گوی نشانه برای بازیکن اول، یک گوی نشانه دوم برای بازیکن دوم (با یک خال یا زرد بودن متفاوت می‌شود) و یک گوی هدف، معمولاً قرمز. هدف از این بازی گرفتن امتیازاتی است که با یک چوب نشانه به گوی نشانه تعیین شده بازیکن ضربه می‌زند ،زدن، که با نام کاروم شناخته می‌شود، هم با گوی نشانه و هم با توپ هدف برخورد می‌کند. بازی‌ها با تعداد نقاط از پیش تعیین شده انجام می‌شوند.